# Walther Flemming
Walther Flemming (ur. 21 kwietnia 1843 w Sachsenbergu pod Schwerinem, zm. 4 sierpnia 1905 w Kilonii) – niemiecki lekarz, anatom, biolog, twórca cytogenetyki. Wprowadził do biologii pojęcia chromatyny i mitozy.
Urodził się jako syn psychiatry Carla Friedricha Flemminga (1799–1880) i jego drugiej żony Auguste Winter. Uczył się w Gymnasium der Residenzstadt w Schwerinie. Następnie studiował medycynę na Uniwersytecie w Rostocku, w 1868 roku zdał egzaminy państwowe. Służył w wojnie francusko-pruskiej jako lekarz wojskowy. Habilitował się w 1871 w Rostocku. Od 1873 do 1876 docent na niemieckojęzycznym Uniwersytecie Karola w Pradze. W 1876 roku powołany na katedrę anatomii Uniwersytetu w Kilonii.